# Chondrosum hirsutum
Chondrosum hirsutum là một loài thực vật có hoa trong họ Hòa thảo. Loài này được (Lag.) Sweet mô tả khoa học đầu tiên năm 1826.